# Sansone Valobra
Sansone Valobra (Fossano, 24 ottobre 1799 – Napoli, 8 marzo 1883) è stato un chimico italiano, inventore de facto dei fiammiferi e dei cerini.

## Biografia
Nativo di Fossano, aprì una fabbrica di sapone e saponette a Livorno dopo il 1821; successivamente nel 1828, essendo un patriota e un carbonaro, fu costretto a fuggire a Napoli per sottrarsi alle persecuzioni.
Era uno studioso di chimica e si concentrò soprattutto sullo studio del fosforo, per scoprirne un utilizzo per l'accensione a sfregamento dei fiammiferi. Compose una miscela di fosforo, clorato e gomma che applicò all'estremità di bastoncini di legno, e verso la fine del 1828 aprì una fabbrica a Napoli per commercializzare la sua invenzione.
In seguito, nel 1835, inventò anche il cerino, che commercializzò con il nome di candellette.
Al di fuori dell'Italia però molti si attribuirono il merito di questa invenzione, come l'ungherese Irinyi, il tedesco Krammener, l'inglese Walker, l'austriaco Romer e il polacco Schoevetter. Anche l'invenzione del cerino non venne attribuita a Valobra, bensì a Merckel e Lavaresse.
Valobra morì nel 1883 a Napoli, senza che gli venisse riconosciuto alcun merito per l'invenzione.
Il suo comune, Fossano, oltre a averlo insignito in vita d'una medaglia d'onore per la sua invenzione, gli ha successivamente dedicato una via.